# Jancaea heldreichii
Jancaea heldreichii är en tvåhjärtbladig växtart som först beskrevs av Pierre Edmond Boissier, och fick sitt nu gällande namn av Pierre Edmond Boissier. Jancaea heldreichii ingår i släktet Jancaea och familjen Gesneriaceae. Inga underarter finns listade i Catalogue of Life.